# Eddie Kaye Thomas

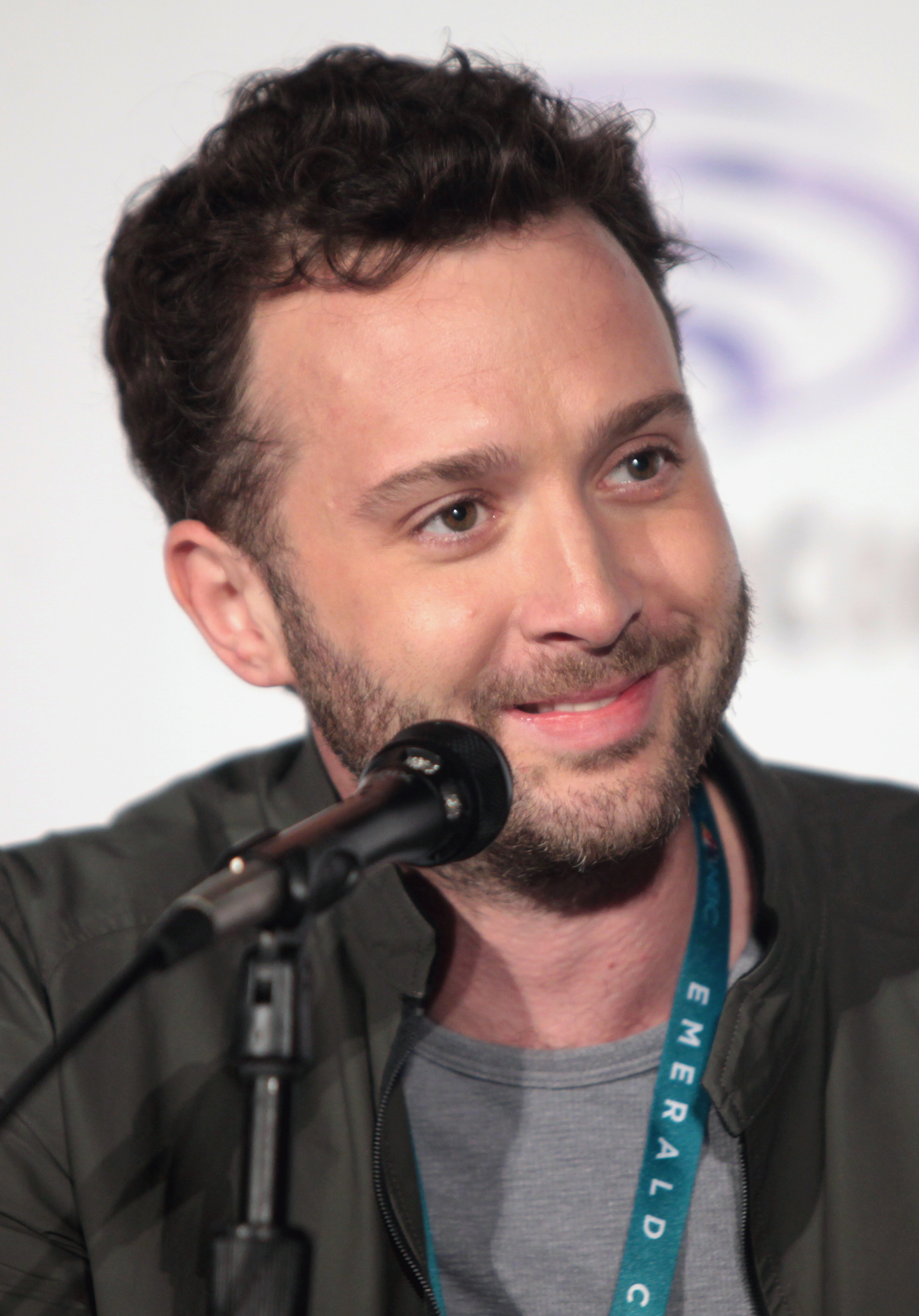
Eddie Kaye Thomas (2016)

Eddie Kaye Thomas (* 31. Oktober 1980 in New York City) ist ein US-amerikanischer Film- und Bühnenschauspieler.

## Leben und Karriere
Thomas entstammt einem jüdischen Elternhaus in New York City. Seine erste Bühnenrolle hatte er im Alter von sieben Jahren. In seinen Kinder- und Jugendtagen spielte er zudem in den Four-Baboons-Produktionen Adoring the Sun (1992) und Das Tagebuch der Anne Frank (1997 mit Natalie Portman). Er machte seinen Abschluss an der New York’s Professional Children’s High School. Dem großen Publikum wurde er 1999 durch seine Rolle als Paul Finch in American Pie – Wie ein heißer Apfelkuchen bekannt. Diese Figur verkörperte er in vier Teilen der Filmserie.
Sein Debüt im Fernsehen hatte Thomas in einer Episode von Grusel, Grauen, Gänsehaut (1994). Daraufhin folgten verschiedene Engagements sowohl beim Fernsehen als auch im Film. So spielte er 1996 und 1999 in zwei Law & Order-Folgen mit und bekam eine Rolle in dem Independent-Film Illtown. Später spielte er eine der Hauptrollen in den Filmen The Rage: Carrie 2, sowie in James Tobacks umstrittenem Film Black and White, an der Seite von Robert Downey Jr. und Jared Leto.
2001 bis 2002 spielte Thomas mit American-Pie-Kollege John Cho eine der Hauptrollen in der Fernsehserie Off Centre; weitere Hauptrollen in Filmen sowie Gastauftritte in Serien folgten. Von 2006 bis 2008 spielte er in der Sitcom Ehe ist.... Seit 2010 spielt er die Rolle des David ‘Kappo’ Kaplan in der Serie How to Make It in America.
2005 bis 2009 war Thomas die Synchronstimme von Barry in American Dad. Seine deutsche Synchronstimme ist Julien Haggége.
2014 bis 2018 spielte er in der amerikanischen Actionserie Scorpion den Verhaltenspsychologen Tobias M. Curtis als eine der Hauptrollen.

## Filmografie (Auswahl)

### Kinofilme
- 1999: Carrie 2
- 1999: American Pie – Wie ein heißer Apfelkuchen
- 2001: Freddy Got Fingered
- 2001: American Pie 2
- 2001: Snow Job – Auf der Piste ist die Hölle los
- 2002: Stolen Summer – Der letzte Sommer (Stolen Summer)
- 2003: American Pie – Jetzt wird geheiratet (American Wedding)
- 2004: Harold & Kumar
- 2008: Harold & Kumar 2 – Flucht aus Guantanamo
- 2008: Nick und Norah – Soundtrack einer Nacht
- 2011: A Very Harold & Kumar 3D Christmas
- 2012: American Pie: Das Klassentreffen (American Reunion)

### Fernsehfilme
- 1993: Grusel, Grauen, Gänsehaut
- 1996: Illtown
- 1997: Mr. Jealousy
- 1999: The Rage: Carrie 2
- 1999: Black and White
- 2000: Drop Back Ten
- 2000: More Dogs Than Bones
- 2001: Freddy Got Fingered
- 2002: Stolen Summer
- 2002: Taboo – Das Spiel zum Tod
- 2002: Sweet Friggin’ Daisies
- 2003: Winter Break
- 2005: Farewell Bender
- 2005: Dirty Love
- 2005: Kettle of Fish
- 2005: Neo Ned
- 2006: Wasted
- 2006: On the Road with Judas
- 2006: Fifty Pills
- 2006: Blind Dating
- 2007: Venus & Vegas
- 2008: Nick and Norah’s Infinite Playlist
- 2008: Nature of the Beast (Fernsehfilm)
- 2012: Code Name: Geronimo (Seal Team Six: The Raid on Osama Bin Laden)

### Serienrollen
- 1996: Law & Order (2 Episoden)
- 2000: Akte X – Die unheimlichen Fälle des FBI (Staffel 7, Episode 22)
- 2002: Off Centre
- 2004: CSI: Vegas
- seit 2005: American Dad (Stimme)
- 2006: Twilight Zone
- 2006–2008: Ehe ist…
- 2010: How to Make It in America
- 2014–2018: Scorpion
- 2020: Outmatched (Episode 8)
- 2021: Prodigal Son
- 2023: The Marvelous Mrs. Maisel